# 尤尼斯 (密蘇里州)
尤尼斯（英語：Eunice）是位於美國密蘇里州德克薩斯縣的非建制地區。

## 歷史
尤尼斯的郵局自1890年營運至今。

## 地理
尤尼斯所處的海拔為高於海平面414米（即1358英呎），而該地所採用的時區為UTC-6，即北美中部時區（CST）。同時該地設有夏令時間，為UTC-6調快一小時，即UTC-5（CDT）。